# Roman Signer
Roman Signer, né le 19 mai 1938 à Appenzell, est un sculpteur, dessinateur, artiste conceptuel et cinéaste suisse. Il vit et travaille à Saint-Gall.

## Biographie
Roman Signer naît juste avant la Seconde Guerre mondiale, période qui le marque et l’influence profondément dans sa production artistique. 
« J’avais toujours le pont sur la Sitter devant les yeux. Il avait été truffé d’explosifs. Il était là comme une panthère prête à bondir. […] Il faisait peur aux gens. Moi je regardais avec fascination les soldats qui amenaient et enlevaient régulièrement la dynamite ». 
Enfant, il explore à bicyclette son village natal et ses alentours. Son père est musicien et fréquente Johannes Hugentobler. Alors qu’il est encore en poussette celui-ci déclare un jour : « Le petit là, il deviendra artiste un jour ». Dans les années 50, il entre au collège. À cette époque, il s’intéresse avant tout à la technique, à la nature et à l’art. Puis il se rend en apprentissage à Saint-Gall dans une boutique de radio où il ne reste que deux mois. Il suit une formation de dessinateur en bâtiment puis ses parents déménagent à Saint-Gall où il développe un intérêt pour la culture et fréquente assidûment les musées et les librairies. En parallèle, il explore la nature et en particulier les rivières pour lesquelles il développe une fascination. À la fin de son apprentissage, il travaille dans des cabinets d’architecte en Engadine, à Genève et à Cannes où il tombe gravement malade. S’ensuit alors une longue période de convalescence à Appenzell au cours de laquelle il décide de reprendre en main son destin pour se consacrer à une carrière d'artiste.  
Il entreprend des études d'art à Zurich (de 1966 à 1969) et à Lucerne (1969 à 1971). En 1969 il est marqué par l’exposition When attitudes become form: live in your head organisée par Harald Szeemann à Berne. De 1971 à 1972, il fait un séjour à l'Académie des beaux-arts de Varsovie, où il rencontre sa future épouse, Aleksandra Rogowiec en 1977.  
Depuis 1972, il travaille en tant qu'artiste indépendant à Saint-Gall.
De 1974 à 1995, il est chargé de cours à l'École de Design de Lucerne. Il expose à partir de 1973 dans des galeries et musées en Suisse et à l'étranger. Dès 1981, il met en œuvre des « actions » ou « actions-sculptures » réalisées en public et habituellement documentées par des photographies ou des vidéos. Sa fille Barbara naît en 1982. 
Il expose à l'Exposition universelle de Hanovre (2000), à Paris au  Palais de Tokyo en 2009 et au château de Montsoreau-Musée d'art contemporain en 2019.
Roman Signer fait partie depuis ses participations à la Documenta 8 de Kassel (1987), à l'exposition Skulptur.Projekte de Münster (1997) et à la Biennale de Venise (1999), des artistes contemporains européens majeurs.

## Distinctions
- 2010 : Prix Meret Oppenheim
- 2008 : Prix Hugo Boss
- 2008 : Prix Ernst Franz-Vogelmann
- 2006 : Prix Aix-La-Chapelle
- 2004 : Grand prix de la Culture du canton de St-Gall
- 1998 : Prix de la Culture de la Ville de Saint-Gall
- 1998 : Prix culturel de Constance
- 1995 : Prix culturel de Bregenz
- 1977 : Bourse fédérale
- 1974 : Bourse fédérale
- 1972 : Bourse fédérale
- 1972 : Prix de la Fondation Kiefer Hablitzel

## Expositions

### Expositions personnelles (sélection)
- 2015 Barbican Centre London, 'Slow Movement'
- 2012 Kunsthalle Mainz
- 2009 Kunsthaus Zug, Roman Signer - Werke 1975-2007
- 2009 Hamburger Kunsthalle, Roman Signer - Projektionen. Filme und Videos 1975 - 2008
- 2008 Helmhaus Zürich, Roman Signer: Projektionen. Filme und Videos 1975 - 2008
- 2008 Kunstraum Dornbirn, Installation. Unfall als Skulptur
- 2008 Rochester Art Center, Roman Signer: Works
- 2008 Hauser & Wirth London
- 2007 Hamburger Bahnhof, Roman Signer – Werke aus der Friedrich Christian Flick Collection - Museum für Gegenwart, Berlin
- 2007 Fruitmarket Gallery, Roman Signer – Works
- 2006 Ludwig Forum für Internationale Kunst, Roman Signer. Kunstpreis Aachen 2006
- 2006 Aargauer Kunsthaus, Roman Signer – Reisefotos
- 2006 Galician Centre of Contemporary Art, Roman Signer. Esculturas e instalacións, Santiago de Compostela
- 2019 Château de Montsoreau-Musée d'art contemporain, Roman Signer[8]